# Parc de la Boverie
Pour les articles homonymes, voir Boverie.
Le parc de la Boverie est un parc de la ville de Liège situé entre la Meuse et la Dérivation dans le quartier administratif d'Outremeuse. Il est relié au quai Mativa par la passerelle Mativa, enjambant la Dérivation, et au quai de Rome par la passerelle La Belle Liégeoise par-delà la Meuse. 
Le parc abrite de 1980 à 2013 le musée d'Art Moderne et d'Art Contemporain (MAMAC) et le cabinet des Estampes et des Dessins de la Ville de Liège, désormais depuis mai 2016 le Musée La Boverie, plusieurs clubs nautiques, ainsi que le palais des congrès de Liège et un hôtel exploité par la chaîne Van der Valk.

## Étymologie
Le mot latin et roman Bovaria, Bouverie ou Boverie signifie tout simplement l’habitation des bœufs et par extension la métairie.[réf. nécessaire]

## Histoire
Cet endroit est apprécié depuis le XIVe siècle pour son caractère verdoyant.

### XIXesiècle
La Boverie se situe à la pointe sud de l'île d'Outremeuse, créée au milieu du XIXe siècle par les importantes rectifications du cours de la Meuse et le creusement du canal de la Dérivation. Afin d'aménager le nouveau parc, la ville de Liège organise un concours en 1857. Sur les 12 projets, trois sont retenus : Édouard Keilig, Jean Grinda et Julien-Étienne Rémont. C'est ce dernier qui obtiendra les faveurs du jury. Cependant, le jury, reconnaissant certaines qualités des deux autres projets, propose d'en acquérir les plans pour effectuer une synthèse des trois.
En 1863, la Ville de Liège concède la partie nord à la Société royale d'horticulture et d'acclimatation qui y aménage un jardin d'acclimatation, avec un parc zoologique et des attractions, dont l'accès se trouve à la hauteur du pont de Commerce (aujourd'hui pont Albert 1er). La partie Sud est ouverte : on y construit un vélodrome (à l'emplacement de l'actuelle roseraie).
Le parc est modifié en 1874 par Hubert-Guillaume Blonden (ingénieur-directeur des travaux publics de la Ville de Liège entre 1857 et 1881) qui remplace les petits bâtiments (aubettes, restaurants, cages à animaux) par des espaces gazonnés plantés d'arbres.

### XXesiècle
Le parc a accueilli deux expositions internationales : 
- L'exposition universelle de 1905 pour les 75 ans de la Belgique. Le Palais des beaux-arts est le seul bâtiment subsistant du parc d'exposition de 1905 : jusqu'en 2011 il a abrité le musée d'Art Moderne et d'Art Contemporain (MAMAC) et le cabinet des Estampes et des Dessins.
- L'exposition internationale de 1930 pour le centenaire de la Belgique (spécialisée sur les sciences et l'industrie).

### XXIesiècle
L'année 2016 marque un renouveau pour le parc avec la rénovation-extension du palais des beaux-arts qui accueille le musée de La Boverie et la construction de la passerelle La Belle Liégeoise qui relie le parc au quartier des Guillemins.
En novembre 2018, la dizaine de peupliers du Canada centenaires et classés bordant la Dérivation sont abattus en raison d'un champignon qui rongeait l'intérieur des arbres depuis plusieurs années et provoquait des ruptures de grosses branches. Ils sont remplacés au printemps par des chênes des marais.
En 2019, l'ASBL Centre Consulaire des Relations Internationales rénove le bâtiment des Sport Nautiques, construit en 1930 par l'architecte Maurice Devignée dans un style art déco moderniste pour y installer la Villa Consulaire. Initiative des Consuls Honoraires de France et d'Italie à Liège, le site accueille des bureaux consulaires, un centre culturel et associatif, galerie d'art, ainsi qu'un restaurant panoramique doté de terrasses surplombant la Meuse, face à la passerelle la Belle Liégeoise.

## Œuvres d'art public

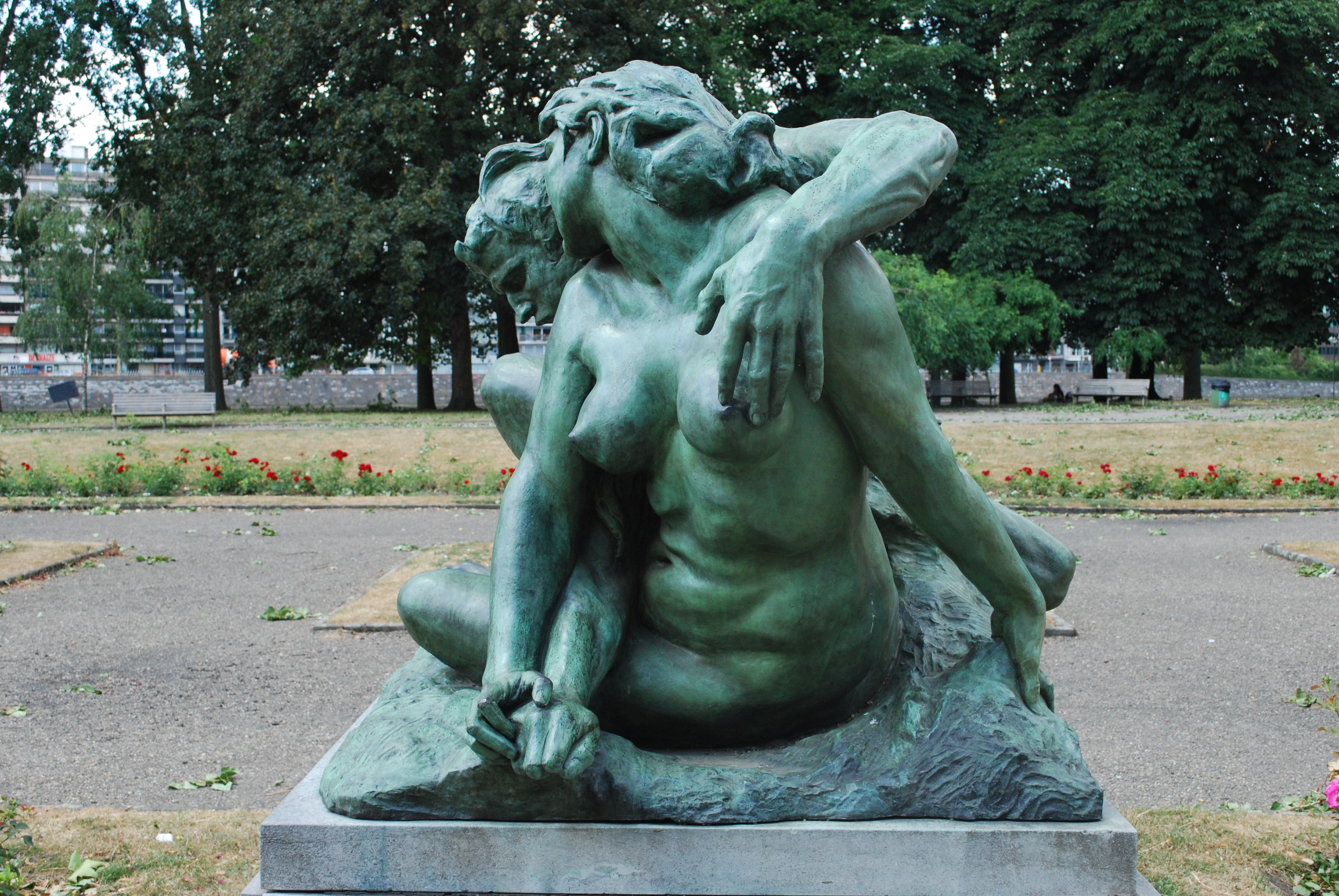
Le Faune mordu (1903) de Jef Lambeaux

Le parc de la Boverie abrite plusieurs sculptures monumentales et œuvres d'art public.
- Reliefs allégoriques sur la rotonde du palais des beaux-arts, 1905, Oscar Berchmans.
- La Légende, Joseph Rulot.
- La Toilette, 1910, Max d'Haveloose.
- Stèle à la mémoire de Louis Boumal, Georges Petit.
- Monument à Armand Rassenfosse, 1934, Pierre-Félix Fix-Masseau.
- Stèle à la mémoire de Georges Antoine, 1938, Louis Dupont.
- Buste de Joseph Joset, 1952, Paul Donnay.
- Le mouton (1976), par Pierre Petry.
- Sans titre, Nic Joosen.

### Le Faune mordu
Particulièrement appréciée aux Salons de Paris et Bruxelles, l'œuvre de Jef Lambeaux réalisée 1903 entraîne des réactions indignées lors de sa présentation lors de l'Exposition universelle de 1905. Le public liégeois s’offusque de cette scène de lutte entre les corps nus enlacés d’un faune et d’une femme aux formes pleines. Le Comité de l’Exposition vote même la réexpédition de l’œuvre à l’artiste. Finalement, pour réparer l’affront fait à ce sculpteur de renom, la Ville achète le bronze qui sera placé dans la roseraie du parc après la Deuxième Guerre mondiale.

### Tour cybernétique
Inaugurée le 10 juin 1961, la tour monumentale de Nicolas Schöffer est une sculpture très complexe faisant partie du projet Tour Lumière Cybernétique. À l’origine, elle réagissait à son environnement grâce à un cerveau électronique situé dans le Palais des Congrès. Dans ce but, l’œuvre est notamment équipée de microphones, de capteurs de lumière, d’un hygromètre et d'un anémomètre. Après analyse des données, cette intelligence artificielle les traduisait par le mouvement des plaques polies, par des jeux de lumière tant naturelle qu'artificielle et par la production de séquences sonores composées par Henri Pousseur. Elle avait même la possibilité de n’en faire qu'à sa tête. Faute d’entretien approprié, la tour est assez rapidement désactivée. Cependant, ce témoignage d’une époque où la foi dans le progrès scientifique était inébranlable continue de fasciner. En 1997, la tour et ses composants matérielles sont classées au patrimoine immobilier de la Région wallonne avant d'être classés en 2009 au patrimoine exceptionnel. En mai 2015, la tour est démontée en vue d'une rénovation complète permettant à terme de la rendre opérationnelle, ce qu'elle n'est plus depuis les années 1970, et de moderniser son système électrique devenu obsolète.

### Pergola
La pergola est ornée de sept bustes en bronze représentant des Liégeois célèbres :
- Richard Heintz par Louis Dupont
- Auguste Donnay par Georges Petit
- Jean Varin par Louis Dupont, inauguré le 6 février 1928
- Gilles Demarteau par Berthe Centner, inaugurée le 28 juillet 1923
- Léon Philippet par le sculpteur Oscar Berchmans et l’architecte Alfred Lobet
- Jacques-Barthélemy Renoz par Adelin Salle, inauguré le 31 mai 1930
- Adrien de Witte, reproduction d'un plâtre d'Oscar Berchmans, inauguré le 26 novembre 1938

## Patrimoine architectural
- Fin XXe siècle : Union nautique
- 1905 : Palais des beaux-arts (architectes : Jean-Laurent Hasse et Charles Étienne Soubre)
- 1930 : Bâtiment du Sport Nautique (architecte : Maurice Devignée)
- 1958 : Palais des Congrès (architectes : groupe L'Équerre)

## Événements
Le parc de la Boverie accueille divers événements annuels :
- En mai, pour les Épicuriales, le parc se transforme pour un week-end en restaurant à ciel ouvert, accueillant restaurateurs et traiteurs réputés[11].
- Le premier week-end de septembre, le parc est le siège d'une grande manifestation de plein air rassemblant des centaines d'associations sociales, culturelles, sportives et locales : Retrouvailles[12].

## Galerie

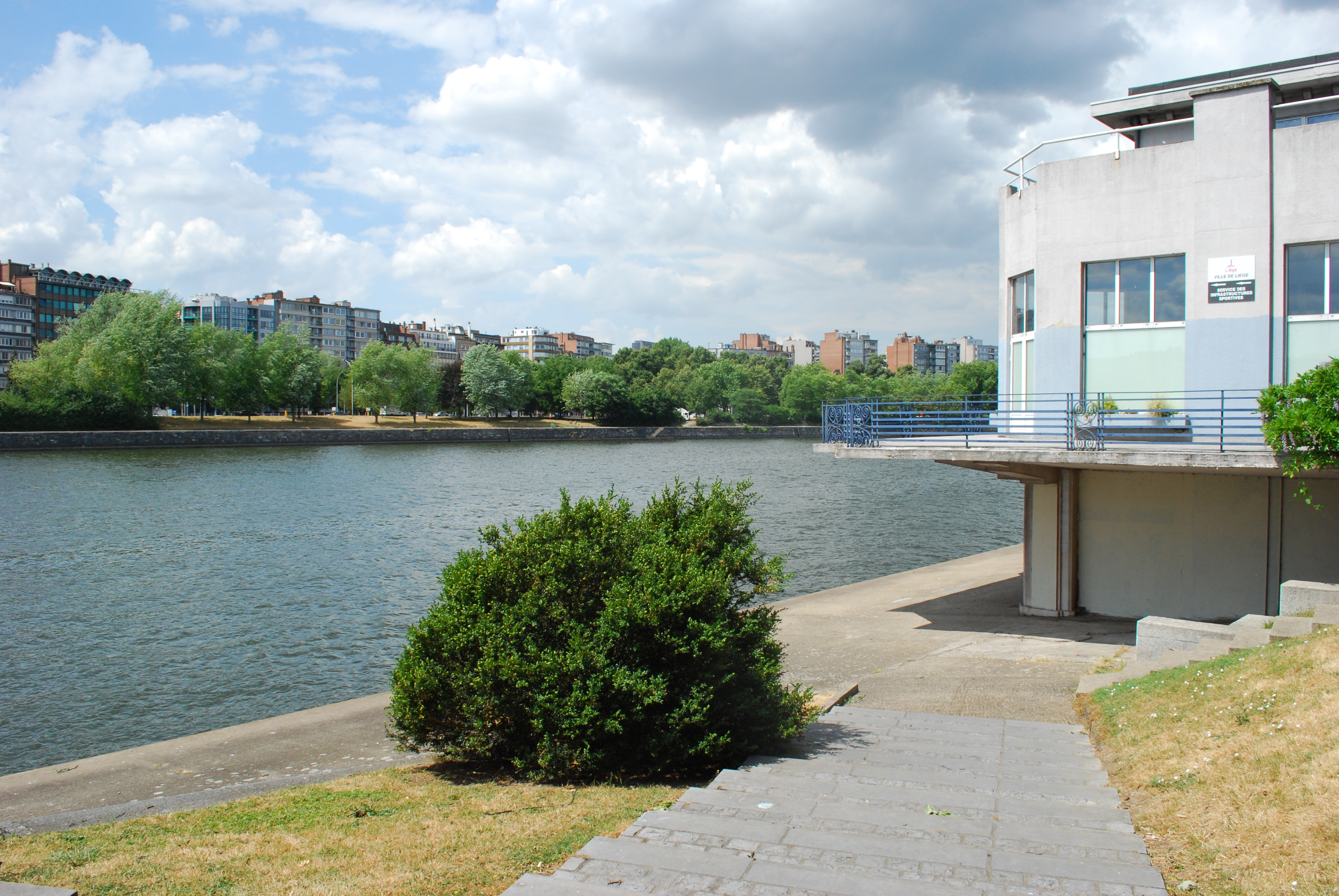
La Meuse au parc de la Boverie, vue vers la rive gauche
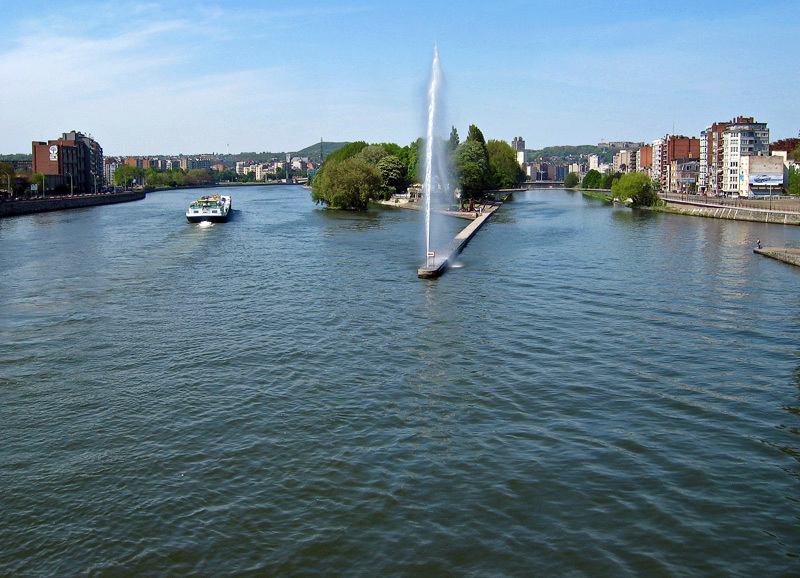
Extrémité sud du parc de la Boverie vue du pont de Fragnée
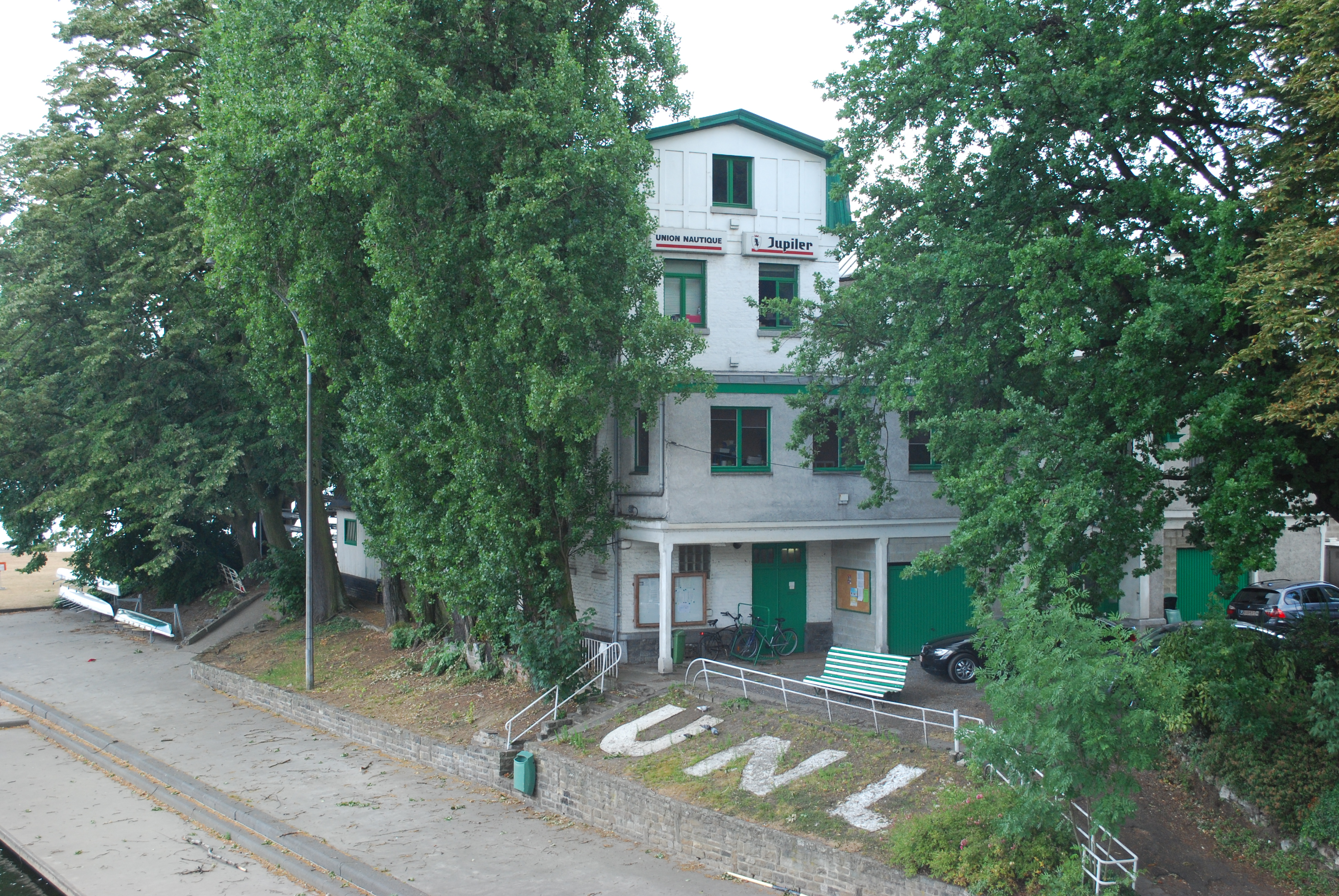
Installations de l'Union Nautique de Liège
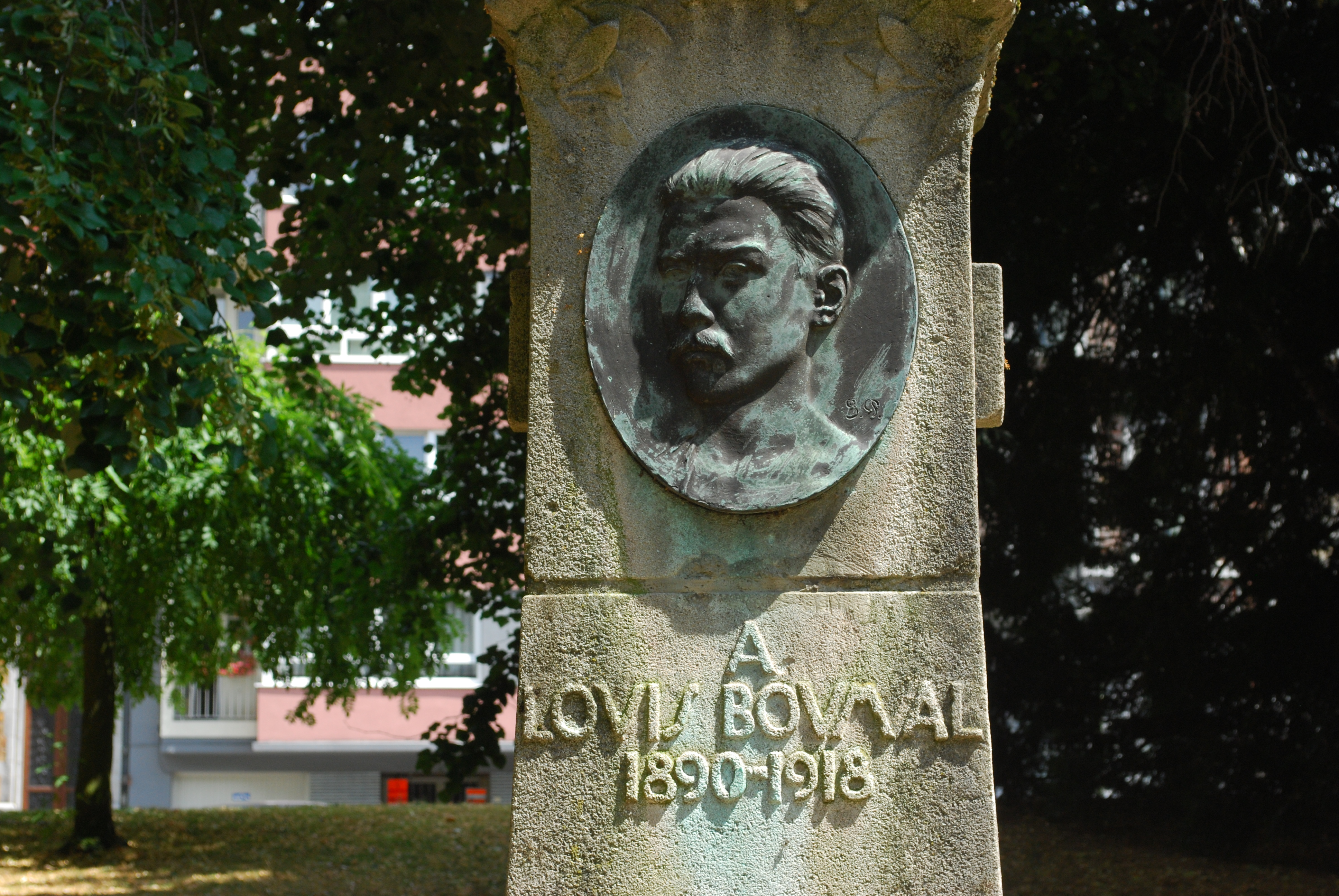
Stèle à la mémoire de Louis Boumal, par Georges Petit